# Matías de los Santos
Matías de los Santos (Salto, 22 novembre 1992) è un calciatore uruguaiano, difensore dell'Atl. Tucumán.

## Palmarès

### Club

#### Competizioni nazionali
- Campionato uruguaiano: 1

Danubio: 2013-2014
- Campionato colombiano: 1

Millonarios: 2017-II
- Súper Liga: 1

Millonarios: 2018
- Copa Chile: 1

Colo-Colo: 2023
- Supercopa Uruguaya: 1

Liverpool Montevideo: 2024